# Вацлав (фильм)
«Вацлав» (чеш.  Václav) — художественный фильм режиссёра Иржи Веделэка.

## Сюжет
Чехословакия. Начало девяностых. В стране уже нет социализма, а жизнь при капитализме только начинается. Маленькая деревня, колхоз в которой еле сводит концы с концами. Вацлаву уже за сорок, но он живёт вдвоем с мамой. Брат Вацлава, Франтишек, тракторист, женился и живёт неподалёку. Пожалуй, вся деревня, кроме жены Франтишка, знает, что у того есть любовница и ребёнок. Любовница переехала в деревню из города, работает в библиотеке, не ладит с местным населением и осознает, что напрасно ждет чего-то от Франтишка.
Отец Вацлава и Франтишка умер в тюрьме, ещё во времена социализма он хотел вместе с семьей сбежать во Францию, но кто-то из односельчан выдал его властям. Вацлав очень метко стреляет. В этом — он весь в отца, который состоял в команде Чехословакии по стрельбе. В команду могли бы взять и Вацлава, но Вацлав — болен. Он — умственно отсталый. В деревне его считают дурачком и дали ему кличку «Все будет». Поведение и поступки Вацлава веселят и расстраивают односельчан, и приносят много проблем его матери. Все считают, что Вацлава стоит сдать в интернат, но любящая его мать никогда не пойдет на это. Сложные отношения Вацлава с братом приводят к трагедии. И Вацлав оказывается в тюрьме. Только четыре человека в селе, включая его маму, готовы защитить Вацлава и попросить Президента страны о помиловании.
Фильм снят по реальным событиям.

## В ролях
| Актёр            | Роль                |
| ---------------- | ------------------- |
| Иван Троян       | Вацлав Вингль       |
| Эмилия Вашариова | мать Вацлава        |
| Ян Будар         | Франтишек           |
| Соня Норисова    | Лида                |
| Иржи Лабус       | староста            |
| Петра Спалкова   | Майка               |
| Мартин Пехлат    | отец                |
| Мартина Делисова | мать в молодости    |
| Ян Власак        | Пилецкий            |
| Зузана Кронерова | владелица гостиницы |
| Грегор Бауэр     | маленький Вацлав    |
| Гынек Бецка      | маленький Франтишек |

## Награды
| Год  | Кинофестиваль        | Категория                  | Имя         | Результат |
| ---- | -------------------- | -------------------------- | ----------- | --------- |
| 2008 | Премия «Чешский лев» | Лучший актёр               | Иван Троян  | Победа    |
| 2008 | Премия «Чешский лев» | Лучший актёр второго плана | Иржи Бударж | Победа    |